# Vasek Pospisil
Vasek Pospisil (* 23. Juni 1990 in Vernon, British Columbia) ist ein ehemaliger kanadischer Tennisspieler.

## Tenniskarriere

### Anfänge
Aufgrund der Tatsache, dass sein Vater Milos Pospisil Tennislehrer war, kam er bereits im Alter von 5 Jahren das erste Mal mit dem Sport in Kontakt. 2005 stand er erstmals im Finale des Canadian U18 ITF World Ranking Events und gewann dort das Doppel-Finale mit seinem Partner Graeme Kassautzki. Im Einzel stand er ebenfalls im Finale, verlor jedoch sein Spiel gegen seinen Doppel-Partner. Es folgten weitere Siege auf der ITF Junior Tour, so gewann er 2007 drei Titel niedriger Wertigkeiten. Im Doppel war er deutlich erfolgreicher. Während er im Einzel bei keinem Grand-Slam-Turnier die zweite Runde überstand, zog er 2007 bei den US Open und 2008 bei den Australian Open ins Endspiel ein. Beide Finals verlor er. In der Junioren-Rangliste war er zeitweise auf Platz 24.

### Beginn der Profikarriere (2007–2011)
Seine ersten Versuche auf der höher dotierten ATP Challenger Tour waren 2007 drei Turniere, bei denen er jedoch bei keinem über die erste Runde hinauskam. In den Jahren 2008 und 2009 spielte er weiterhin hauptsächlich Challenger- und Future-Turniere. Sein erstes Turnier auf der ATP World Tour spielte er bei den Kanada Masters 2008, es gelang ihm jedoch nicht, ins Haupttableau des Turniers vorzustoßen. Er unterlag in der ersten Qualifikationsrunde Donald Young klar mit 1:6, 2:6. Bis zum Ende des Jahres konnte er gut 400 Weltranglisten-Plätze gutmachen und stand auf dem 1087. Platz. Auch 2009 gelang ihm die Qualifikation nicht für die Hauptrunde. Aufgrund stets guter Resultate bei Futures- und Challenger-Turnieren, darunter vier Siegen bei Future-Turnieren, machte er einen riesigen Sprung in der Weltrangliste und belegte am Ende des Jahres 2009 den 339. Platz. 2010 nahm er nebst der Qualifikation der Kanada Masters auch an der Qualifikation der Gerry Weber Open teil. Bei beiden Turnieren blieb die Sensation aus. Es gelang im weiterhin nicht, in die Hauptrunde eines ATP-World-Tour-Turniers vorzustoßen. Ein Jahr später folgte dann sein erster großer Erfolg: Bei den US Open 2011 gelang ihm überraschend die Qualifikation für das Turnier, wo er in der ersten Runde auf den Tschechen Lukáš Rosol traf und diesen klar mit 6:1, 6:2, 6:1 besiegen konnte. In der zweiten Runde traf er bereits auf den an Nummer 25 gesetzten Spanier Feliciano López, gegen den er letztlich als Verlierer vom Platz ging. Beim Masters-1000-Turnier von Montreal erhielt er von der Turnierleitung eine Wildcard und konnte dadurch erstmals an diesem Turnier teilnehmen, nachdem er bereits dreimal in der Qualifikationsrunde gescheitert war. Er gewann sein Erstrunden-Spiel gegen den Argentinier Juan Ignacio Chela mit 4:6, 6:3, 6:4. In der zweiten Runde kam es zum ersten Mal zum Aufeinandertreffen mit der langjährigen Nummer 1 Roger Federer. Nachdem er im ersten Satz noch mithalten konnte, ließen im zweiten Satz seine Kräfte nach, sodass er das Spiel mit 5:7, 3:6 verlor. Es folgten weitere ATP-Turniere in St. Petersburg, wo er in der ersten Runde gegen Andreas Seppi ausschied, und in Valencia, wo er überraschend den deutlich besser platzierten Amerikaner John Isner besiegte und in die zweite Runde vorstieß. Dort verlor er sein Match gegen den Spanier David Ferrer in zwei Sätzen. Am Ende des Jahres stand er an Position 119 der Weltrangliste, was bis dato sein bestes Ergebnis war.

### Einzug in die Top 100 und erstes Masters-Halbfinale (2012–2013)
Nach erfolgreicher Qualifikation für das ATP-250-Turnier in Chennai stand er in der ersten Runde dem Deutschen Andreas Beck gegenüber. Er verlor das Spiel in zwei Sätzen mit 3:6, 6:78. Es folgte für ihn die Qualifikation für die Australian Open 2012, bei der er in der zweiten Qualifikationsrunde an Carsten Ball scheiterte. Nach dem Challenger-Turnier von Heilbronn, wo er bis ins Viertelfinale kam, folgte das ATP-Turnier in Montpellier. In der ersten Runde verlor er gegen den Lokalmatadoren Guillaume Rufin. Im Februar folgte dann die erste Runde des Davis Cup 2012 gegen Frankreich, wo er bei zwei Einzelpartien gegen Jo-Wilfried Tsonga und Gaël Monfils antrat. Er konnte das Ausscheiden der Kanadier in der ersten Runde nicht verhindern, da er seine beiden Partien verlor. Es folgten für ihn die Qualifikationen für die Turniere von Memphis und Delray Beach. Es gelang ihm bei beiden Turnieren nicht, ins Hauptfeld vorzurücken. Eine Woche später schaffte er beim Indian Wells Masters die Qualifikation und trat in der ersten Runde gegen den Franzosen Nicolas Mahut an, gegen den er klar mit 3:6 und 2:6 ausschied. Im Laufe der Saison qualifizierte er sich immer wieder für die Hauptfelder von ATP-Turnieren, schied jedoch meistens früh aus. Kurz nach seinem ersten Rimouski zog Pospisil am 2. April 2012 erstmals in die Top 100 der Weltrangliste ein, fiel aber schnell wieder heraus und verlor ein paar Ranglistenplätze. Im Juli 2012 feierte er seinen zweiten Challenger-Titel in Granby, nach einem Finalsieg über Igor Sijsling und stand damit wieder unter den besten 100 Tennisspieler. Das Jahr beendete er schließlich auf Position 125 in der Weltrangliste.
Nach einem eher bescheidenen Start in die Saison 2013 gewann er im Mai seinen dritten Challenger-Titel in Johannesburg, nachdem er im Finale von der Aufgabe seines Gegners Michał Przysiężny profitierte. Im August siegte er erneut auf dieser Stufe beim Turnier in Vancouver. Eine Woche später machte er auf sich aufmerksam, als er bei den Kanada Masters in Montreal das Halbfinale erreichte und dieses nur knapp in drei Sätzen gegen seinen Landsmann Milos Raonic verlor. Durch diesen Erfolg machte er 31 Plätze in der Weltrangliste gut und stand am 12. August 2013 auf Position 40, was zugleich seine bis dahin beste Platzierung bedeutete. Im Halbfinale des Davis Cup gegen die serbische Davis-Cup-Mannschaft verlor er seine zwei Einzelpartien und schied letztlich mit seinem Team mit einem Endresultat von 2:3 aus dem Wettbewerb aus. In Basel erreichte er im Oktober noch einmal ein Halbfinale eines ATP-Turniers, das er gegen den Lokalmatador Roger Federer in drei Sätzen verlor. Am Ende des Jahres stand er auf Position 32 in Einzelranking.

### Wimbledon- und Masters-Sieg im Doppel (2014–2016)
In die Saison 2014 startete Pospisil mit dem Erreichen des Halbfinals von Chennai, das er gegen Stanislas Wawrinka verlor. Danach nahm er erstmals an den Australian Open teil, wo er auf Anhieb die dritte Runde erreichte, dort aber wegen einer Verletzung nicht antreten konnte. Er kam damit erstmals bis auf Platz 25 der Weltrangliste, konnte bei den nächsten acht Turnieren jedoch kein einziges Spiel mehr gewinnen. Erst im Juni beim Rasenturnier in Queen’s fand er wieder zum Siegen zurück, als er in der ersten Runde Paolo Lorenzi bezwang, allerdings selbst bereits in der zweiten Runde ausschied. Bei den French Open und in Wimbledon kam er ebenfalls nicht über die erste Runde hinaus. Im Doppelbewerb von Wimbledon feierte er dann seinen bis dahin größten Erfolg auf der ATP World Tour. An der Seite von Jack Sock erreichte er das Finale, das sie gegen das US-amerikanische Brüderpaar und fünfzehnfachen Grand-Slam-Sieger Bob und Mike Bryan in fünf Sätzen gewannen. Kurz darauf gewann er mit Jack Sock die Doppelkonkurrenz in Atlanta. Sein erstes ATP-Endspiel im Einzel erreichte er Anfang August in Washington. Im ersten rein kanadischen Endspiel der ATP-Historie gegen Milos Raonic blieb er mit 1:6 und 4:6 jedoch weitgehend chancenlos. Mit Jack Sock folgte eine weitere Endspielteilnahme in einer Doppelkonkurrenz in Cincinnati, in der sie Bob und Mike Bryan klar in zwei Sätzen unterlagen. Mit Julien Benneteau erreichte er im Oktober in Peking sein viertes Endspiel im Doppel. Sie unterlagen in drei Sätzen. Noch im selben Monat gewann er mit Nenad Zimonjić das Turnier in Basel. In der Weltrangliste erreichte er mit Rang 13 der Doppelwertung ein neues Karrierehoch.
Bei den Australian Open 2015 kam Pospisil im Einzel in die dritte Runde. In Wimbledon erreichte sein bis dahin bestes Ergebnis bei Grand-Slam-Turnieren: Er kam bis ins Viertelfinale, wo er in drei Sätzen Andy Murray unterlag, und erreichte damit kurzzeitig wieder die Top 30 der Weltrangliste. Diese Platzierung konnte er allerdings nicht halten, da seine Ergebnisse darüber hinaus bei großen Turnieren in den Jahren 2015 und 2016 weniger erfolgreich waren und er nur beim Masters von Shanghai 2016 bis in die dritte Runde kam. Ende 2016 lag er dadurch nur noch auf Platz 133 der Weltrangliste im Einzel. Deutlich erfolgreicher war er hingegen mit seinem Partner Jack Sock weiterhin im Doppel. Bei den French Open 2015 und den Australian Open 2016 kam er ins Viertelfinale. 2015 gewannen sie das Masters von Indian Wells und erreichten zwei weitere Masters-Finals; 2016 erreichten sie ebenfalls zwei Masters-Finals. Pospisil stand 2016 mit Daniel Nestor sowie Marcelo Melo zudem im Halbfinale dreier weiterer Masters-Turniere und gewann mit Nicolas Mahut das Turnier von Rotterdam.

### Fokus auf Einzelkarriere (2017–2022)
Ab 2017 konzentrierte sich Pospisil wieder verstärkt auf seine Einzelkarriere und trat nur noch vereinzelt im Doppel an. Er spielte in den folgenden drei Jahren sowohl auf der ATP Tour als auch wieder auf der ATP Challenger Tour. Erstmals in der Saison 2017 war er beim Ende Januar ausgetragenen Davis-Cup erfolgreich, wo er die beiden britischen Top-50-Spieler Kyle Edmund und Daniel Evans besiegen konnte. Eine große Überraschung gelang ihm zudem beim Masters von Indian Wells, als er in der zweiten Runde in zwei Sätzen den Weltranglistenführenden Andy Murray bezwang. Die restliche Saison gelangen Pospisil jedoch eher durchwachsene Resultate, er scheiterte häufig in der ersten Runde und überstand bei einigen Turnieren auch nicht die Qualifikation. Sein bestes Ergebnis war der Sieg beim Challenger-Turnier von Busan im Mai sowie das Viertelfinale des ATP-250-Turniers in ’s-Hertogenbosch im Juni. Dadurch konnte er sich wieder in den Top 100 platzieren, diese Platzierung allerdings nur bis zum Oktober halten. Zu Beginn des Jahres 2018 gewann er zwei weitere Challenger-Turniere, wodurch er wieder in die Top 100 aufstieg, und erreichte im Mai die Finals zweier weiterer Challenger-Turniere. Auf der ATP-Tour gelangen ihm weiterhin eher durchwachsene Resultate. Lediglich bei den US Open erreichte er auf Grand-Slam-Ebene die zweite Runde, beim Masters von Miami kam er in die dritte Runde. In Newport und Antwerpen kam er bis ins Viertelfinale der dortigen ATP-250-Turniere, sodass er sich Ende Oktober bis auf Platz 73 der Weltrangliste verbessern konnte. Da er verletzungsbedingt in der ersten Hälfte 2019 jedoch pausieren musste, war er ab Februar 2019 ein Jahr lang wieder außerhalb der Top 100 platziert. Erst in Wimbledon bestritt er im Juni 2019 sein erstes Turnier des Jahres, wo er wie vier Wochen später beim Masters von Montreal in der ersten Runde gegen Félix Auger-Aliassime ausschied. Bei den US Open konnte er in der ersten Runde in fünf Sätzen den Top-10-Spieler Karen Chatschanow besiegen, scheiterte in der zweiten Runde aber in vier Sätzen an Tennys Sandgren. Beim Masters von Shanghai besiegte er in der ersten Runde den Top-20-Spieler Diego Schwartzman und verlor erst in der dritten Runde gegen den späteren Turniersieger Daniil Medwedew. Zudem konnte er im Oktober zwei weitere Challenger-Turniere in den USA gewinnen. Erfolgreich verlief für Pospisil auch der im November 2019 ausgetragene Davis Cup: Er gewann drei seiner vier gespielten Einzelpartien gegen Top-50-Spieler und gemeinsam mit Denis Shapovalov zwei Doppel, womit Kanada bis ins Finale kam.
Auf der ATP-Tour gelangen Pospisil im Jahre 2020 dann größere Erfolge. Zu Beginn des Jahres besiegte er in Montpellier den an Position 3 gesetzten Denis Shapovalov im Achtel- sowie den an Position 2 gesetzten David Goffin im Halbfinale. Damit erreichte Pospisil erstmals in seiner Karriere das Finale eines ATP-Tour-Turniers. Dort musste er sich dem topgesetzten Gaël Monfils in zwei Sätzen geschlagen geben. In Rotterdam bezwang er in der ersten Runde den Weltranglistenfünften Daniil Medwedew in zwei Sätzen und konnte sich nach diesem Turnier – trotz einer Niederlage in der zweiten Runde – nach einem Jahr wieder in den Top 100 der Weltrangliste platzieren. In Marseille erreichte er im Einzel das Viertelfinale und gewann zudem im Doppel nach vier Jahren erstmals wieder ein Turnier – gemeinsam mit Nicolas Mahut, mit dem er auch seinen letzten Titel gewonnen hatte. Bei den US Open kam er bis ins Achtelfinale und unterlag dort in drei Sätzen Alex de Minaur, nachdem er in der Runde zuvor Roberto Bautista Agut in fünf Sätzen bezwungen hatte. Zum Jahresende erreichte Pospisil in Sofia sein zweites Finale, wo er in drei Sätzen gegen Jannik Sinner verlor. Er wurde als Comeback Player des Jahres ausgezeichnet und schloss das Jahr auf Rang 61 ab.
Pospisil startete die Saison 2021 bei den Australian Open, verlor dort aber sowohl im Einzel als auch im Doppel frühzeitig. Bei den French Open und in Wimbledon schied er in der zweiten Runde aus. Ein Höhepunkt war das Erreichen des Doppelfinales in Newport mit Austin Krajicek. Insgesamt litt seine Saison unter erneuten Verletzungsproblemen. Im Einzel erreichte er lediglich das Viertelfinale in Eastbourne. Seine Weltranglistenposition fiel auf Platz 133 zurück. Pospisil konzentrierte sich 2022 ausschließlich auf das Einzel, verzichtete auf Australian und French Open, und qualifizierte sich nur für ein ATP-Turnier (Dallas Open, Viertelfinale). Er gewann den Challenger in Quimper und erreichte das Finale in Pau, bevor ihn eine Ellbogenverletzung im März erneut zurückwarf. Im September erreichte er als Lucky Loser das Viertelfinale in Tel Aviv. Im November gewann er das Challenger-Turnier in Drummondville und kehrte in die Top 100 zurück. Zudem trug er entscheidend zum erstmaligen Gewinn des Davis Cups für Kanada bei.

### Karriereende: 2023–2025
Pospisils Leistungen nahmen weiter ab. Bei Turnieren in Australien schied er früh aus. Auch bei mehreren Challenger-Turnieren scheiterte er teils bereits in der ersten Runde, erreichte aber immerhin das Finale von Koblenz. Im Februar 2024 kündigte er eine mehrmonatige Pause aus gesundheitlichen Gründen an. Im Juni 2024 kehrte er in Wimbledon zurück, verlor dort jedoch in der Qualifikation.
Nach mehr als 15 Jahren auf der ATP Tour und über 35 Einsätzen für das kanadische Davis-Cup-Team beendete Vasek Pospisil im Februar 2025 seine Profikarriere. Den sportlichen Abschluss bildete das Davis-Cup-Qualifikationsduell 2025 in Montreal, bei dem er an der Seite von Liam Draxl das Doppel gewann. Im Anschluss wurde Pospisil von Tennis Canada und den Fans in der Arena offiziell verabschiedet. In einer emotionalen Ansprache verwies er besonders auf den Davis-Cup-Sieg 2022 als Höhepunkt seiner Laufbahn.

## Erfolge
| Legende (Anzahl der Siege)      |
| Grand Slam (1)                  |
| ATP World Tour Finals           |
| ATP World Tour Masters 1000 (1) |
| ATP World Tour 500 (3)          |
| ATP World Tour 250 (2)          |
| ATP Challenger Tour (18)        |

| ATP-Titel nach Belag |
| Hartplatz (6)        |
| Sand (0)             |
| Rasen (1)            |

### Einzel

#### Turniersiege
| Nr. | Datum             | Turnier         | Belag         | Finalgegner       | Ergebnis              |
| --- | ----------------- | --------------- | ------------- | ----------------- | --------------------- |
| 1.  | 25. März 2012     | Rimouski        | Hartplatz     | Maxime Authom     | 7:66, 6:4             |
| 2.  | 22. Juli 2012     | Granby          | Hartplatz     | Igor Sijsling     | 7:62, 6:4             |
| 3.  | 4. Mai 2013       | Johannesburg    | Hartplatz     | Michał Przysiężny | 6:77, 6:0, 4:1 aufgg. |
| 4.  | 4. August 2013    | Vancouver       | Hartplatz     | Daniel Evans      | 6:0, 1:6, 7:5         |
| 5.  | 21. Mai 2017      | Busan           | Hartplatz     | Gō Soeda          | 6:1, 6:2              |
| 6.  | 28. Januar 2018   | Rennes          | Hartplatz (i) | Ričardas Berankis | 6:1, 6:2              |
| 7.  | 11. Februar 2018  | Budapest        | Hartplatz (i) | Nicola Kuhn       | 7:63, 3:6, 6:3        |
| 8.  | 20. Oktober 2019  | Las Vegas       | Hartplatz     | James Duckworth   | 7:5, 6:711, 6:3       |
| 9.  | 3. November 2019  | Charlottesville | Hartplatz     | Brayden Schnur    | 7:62, 3:6, 6:2        |
| 10. | 30. Januar 2022   | Quimper         | Hartplatz (i) | Grégoire Barrère  | 6:4, 3:6, 6:1         |
| 11. | 20. November 2022 | Drummondville   | Hartplatz (i) | Michael Mmoh      | 7:65, 4:6, 6:4        |

#### Finalteilnahmen
| Nr. | Datum             | Turnier     | Belag         | Finalgegner   | Ergebnis       |
| --- | ----------------- | ----------- | ------------- | ------------- | -------------- |
| 1.  | 3. August 2014    | Washington  | Hartplatz     | Milos Raonic  | 1:6, 4:6       |
| 2.  | 8. Februar 2020   | Montpellier | Hartplatz     | Gaël Monfils  | 5:7, 3:6       |
| 3.  | 14. November 2020 | Sofia       | Hartplatz (i) | Jannik Sinner | 4:6, 6:3, 6:73 |

### Doppel

#### Turniersiege

##### ATP World Tour
| Nr. | Datum            | Turnier      | Belag         | Partner        | Finalgegner                          | Ergebnis                  |
| --- | ---------------- | ------------ | ------------- | -------------- | ------------------------------------ | ------------------------- |
| 1.  | 5. Juli 2014     | Wimbledon    | Rasen         | Jack Sock      | Bob Bryan Mike Bryan                 | 7:65, 6:73, 6:4, 3:6, 7:5 |
| 2.  | 27. Juli 2014    | Atlanta      | Hartplatz     | Jack Sock      | Steve Johnson Sam Querrey            | 6:3, 5:7, [10:5]          |
| 3.  | 26. Oktober 2014 | Basel        | Hartplatz (i) | Nenad Zimonjić | Marin Draganja Henri Kontinen        | 7:613, 1:6, [10:5]        |
| 4.  | 22. März 2015    | Indian Wells | Hartplatz     | Jack Sock      | Simone Bolelli Fabio Fognini         | 6:4, 6:73, [10:7]         |
| 5.  | 11. Oktober 2015 | Peking       | Hartplatz     | Jack Sock      | Daniel Nestor Édouard Roger-Vasselin | 3:6, 6:3, [10:6]          |
| 6.  | 14. Februar 2016 | Rotterdam    | Hartplatz (i) | Nicolas Mahut  | Philipp Petzschner Alexander Peya    | 7:62, 6:4                 |
| 7.  | 23. Februar 2020 | Marseille    | Hartplatz (i) | Nicolas Mahut  | Wesley Koolhof Nikola Mektić         | 6:3, 6:4                  |

##### ATP Challenger Tour
| Nr. | Datum             | Turnier      | Belag       | Partner           | Finalgegner                       | Ergebnis          |
| --- | ----------------- | ------------ | ----------- | ----------------- | --------------------------------- | ----------------- |
| 1.  | 8. November 2008  | Rimouski (1) | Teppich (i) | Milos Raonic      | Kristian Pless Michael Ryderstedt | 5:7, 6:4, [10:6]  |
| 2.  | 29. November 2009 | Puebla       | Hartplatz   | Adil Shamasdin    | Guillermo Olaso Pere Riba         | 7:67, 6:0         |
| 3.  | 18. April 2010    | León         | Hartplatz   | Santiago González | Kaden Hensel Adam Hubble          | 3:6, 6:3, [10:8]  |
| 4.  | 20. März 2011     | Rimouski (2) | Hartplatz   | Treat Conrad Huey | David Rice Sean Thornley          | 6:0, 6:1          |
| 5.  | 4. April 2011     | Tallahassee  | Hartplatz   | Bobby Reynolds    | Gō Soeda James Ward               | 6:2, 6:4          |
| 6.  | 26. Juni 2011     | Guadalajara  | Hartplatz   | Bobby Reynolds    | Pierre-Ludovic Duclos Ivo Klec    | 6:4, 6:76, [10:6] |
| 7.  | 22. Juli 2012     | Granby       | Hartplatz   | Philip Bester     | Yūichi Itō Takuto Niki            | 6:1, 6:2          |

#### Finalteilnahmen
| Nr. | Datum            | Turnier      | Belag         | Partner          | Finalgegner                         | Ergebnis          |
| --- | ---------------- | ------------ | ------------- | ---------------- | ----------------------------------- | ----------------- |
| 1.  | 17. August 2014  | Cincinnati   | Hartplatz     | Jack Sock        | Bob Bryan Mike Bryan                | 3:6, 2:6          |
| 2.  | 5. Oktober 2014  | Peking       | Hartplatz     | Julien Benneteau | Jean-Julien Rojer Horia Tecău       | 7:66, 5:7, [5:10] |
| 3.  | 4. April 2015    | Miami        | Hartplatz     | Jack Sock        | Bob Bryan Mike Bryan                | 3:6, 6:1, [8:10]  |
| 4.  | 8. November 2015 | Paris        | Hartplatz (i) | Jack Sock        | Ivan Dodig Marcelo Melo             | 6:2, 3:6, [5:10]  |
| 5.  | 19. März 2016    | Indian Wells | Hartplatz     | Jack Sock        | Pierre-Hugues Herbert Nicolas Mahut | 3:6, 6:75         |
| 6.  | 15. Mai 2016     | Rom          | Sand          | Jack Sock        | Bob Bryan Mike Bryan                | 6:2, 3:6, [7:10]  |
| 7.  | 7. Januar 2017   | Doha         | Hartplatz     | Radek Štěpánek   | Jérémy Chardy Fabrice Martin        | 4:6, 6:73         |
| 8.  | 18. Juli 2021    | Newport      | Rasen         | Austin Krajicek  | William Blumberg Jack Sock          | 2:6, 6:73         |

## Statistik

### Einzel
Die Tabelle listet die Ergebnisse der Grand-Slam-Turniere, der ATP Finals, der Olympischen Spiele, des Davis Cups und der Masters-Turniere auf.
| Turnier           | 2025 | 2024 | 2023 | 2022 | 2021 | 2020 | 2019 | 2018 | 2017 | 2016 | 2015 | 2014 | 2013 | 2012 | 2011 | 2010 | 2009 | 2008 | Karriere |
| ----------------- | ---- | ---- | ---- | ---- | ---- | ---- | ---- | ---- | ---- | ---- | ---- | ---- | ---- | ---- | ---- | ---- | ---- | ---- | -------- |
| Australian Open   | 1    | 1    | 1    | —    | 1    | 1    | —    | 1    | Q1   | 1    | 3    | 3    | —    | Q2   | —    | —    | —    | —    | 2 × 3R   |
| French Open       | —    | —    | —    | —    | —    | 1    | —    | 1    | —    | 1    | 1    | 1    | 1    | 1    | —    | —    | —    | —    | 7 × 1R   |
| Wimbledon         | —    | —    | Q1   | Q1   | 2    |      | 1    | 1    | 1    | 1    | VF   | 1    | 2    | 1    | Q2   | —    | —    | —    | 1 × VF   |
| US Open           | —    | —    | Q2   | Q2   | 2    | AF   | 2    | 2    | 1    | 2    | 1    | 1    | 1    | Q1   | 2    | —    | —    | —    | 1 × AF   |
| ATP Finals        | —    | —    | —    | —    | —    | —    | —    | —    | —    | —    | —    | —    | —    | —    | —    | —    | —    | —    | —        |
| Indian Wells      | —    | —    | —    | Q2   | 2    |      | —    | 1    | 3    | 2    | 2    | 2    | 1    | 1    | —    | —    | —    | —    | 1 × 3R   |
| Miami             | —    | —    | —    | Q1   | 1    |      | —    | 3    | —    | 2    | 2    | 2    | —    | —    | —    | —    | —    | —    | 1 × 3R   |
| Monte Carlo       | —    | —    | —    | —    | —    |      | —    | —    | —    | —    | —    | 1    | —    | —    | —    | —    | —    | —    | 1 × 1R   |
| Madrid            | —    | —    | —    | —    | —    |      | —    | —    | —    | 1    | Q1   | —    | —    | Q1   | —    | —    | —    | —    | 1 × 1R   |
| Rom               | —    | —    | —    | —    | —    | —    | —    | —    | —    | 1    | —    | 1    | Q2   | Q1   | —    | —    | —    | —    | 2 × 1R   |
| Hamburg           |      |      |      |      |      |      |      |      |      |      |      |      |      |      |      |      |      | —    | —        |
| Kanada            | —    | —    | 1    | 1    | 1    |      | 1    | 1    | 1    | 2    | 2    | 1    | HF   | 2    | 2    | Q1   | Q1   | Q1   | 1 × HF   |
| Cincinnati        | —    | —    | —    | —    | Q1   | —    | —    | —    | Q1   | 1    | 2    | 2    | 2    | Q1   | —    | —    | —    | —    | 3 × 2R   |
| Shanghai          |      |      |      |      |      |      | AF   | 1    | Q1   | AF   | 2    | 2    | 2    | —    | —    | —    | —    |      | 2 × AF   |
| Paris             | —    | —    | —    | —    | —    | Q2   | —    | Q2   | 1    | Q1   | —    | 1    | 1    | —    | —    | —    | —    | —    | 3 × 1R   |
| Olympische Spiele |      | —    |      |      |      | —    |      |      |      | 1    |      |      |      | 1    |      |      |      | —    | 2 × 1R   |
| Davis Cup         | Q    | 1    | VF   | —    | —    | —    | —    | 1    | 1    | 1    | VF   | 1    | HF   | 1    | PO   | —    | —    | —    | 1 × HF   |

Zeichenerklärung: S = Turniersieg; F, HF, VF, AF = Einzug ins Finale, Halb-, Viertel-, Achtelfinale; 1, 2, 3 = Ausscheiden in der 1., 2., 3. Haupt- / Finalrunde; Q1, Q2, Q3 = Ausscheiden in der 1., 2. 3. Qualifikationsrunde; RR = Round Robin (Gruppenphase); nicht ausgetragen oder andere Kategorie; PO (Playoff), P2 = Auf-/Abstiegsrunde zur Weltgruppe I/II im Davis Cup; W2 = Teilnahme in der Weltgruppe II